# Orthosia caliginosa
Orthosia caliginosa là một loài bướm đêm trong họ Noctuidae.